# Panelák
Panelák è una serie televisiva slovacca andata in onda su TV JOJ dal 18 febbraio 2008-

## Interpreti e personaggi
Di seguito si riportano alcuni attori con il relativo personaggio interpretato nella serie.
- Diana Mórová: Ivana Schwarzová
- Marián Miezga: Michal Bajza
- Elena Podzámska: Michalova ex Nina
- Juraj Slezáček: prof. Emil Blichár
- Božidara Turzonovová: Jana Nitschneiderová
- Mirka Partlová: Mária 'Angie' Máziková
- Roman Luknár: Dušan "Dudko" Jančo
- Zuzana Haasová: Soňa Jančová
- Samuel Spišák: Patrik Jančo
- Jana Kovalčíková: Romana Orgovánová
- Ján Koleník: Marcel "Maslák" Maslovič
- Branislav Bystriansky: Imrich "Imro" Bystrický
- Andrea Karnasová: Denisa Bláhová
- Sylvain Machac: Frederik Bača
- Zuzana Vačková: Alica Rybáriková
- Zuzana Mauréry: Júlia "Jula" Féderová
- Andrea Lehotská: Linda Pániková